# Minoru Kizawa
Minoru Kizawa (鬼沢稔, Kizawa Minoru), né en 1947, est un astronome japonais. D'après le Centre des planètes mineures, il a découvert douze astéroïdes entre 1986 et 1991, dont onze avec un co-découvreur.

## Astéroïdes découverts
| (4094) Aoshima      | 26 août 1987     | avec W. Kakei             |
| (4507) Petercollins | 19 mars 1990     | avec H. Shiozawa          |
| (5292) Mackwell     | 12 janvier 1991  | avec H. Shiozawa          |
| (5513) Yukio        | 27 novembre 1988 | avec W. Kakei et T. Urata |
| (6178) 1986 DA      | 16 février 1986  |                           |
| (6393) 1990 HM1     | 29 avril 1990    | avec H. Shiozawa          |
| (6785) 1990 VA7     | 12 novembre 1990 | avec H. Shiozawa          |
| (7338) 1990 VJ3     | 12 novembre 1990 | avec H. Shiozawa          |
| (7574) 1989 WO1     | 20 novembre 1989 | avec W. Kakei et T. Urata |
| (9765) 1991 XZ      | 14 décembre 1991 | avec H. Shiozawa          |
| (17464) 1990 VX1    | 11 novembre 1990 | avec H. Shiozawa          |
| (19171) 1991 FS     | 17 mars 1991     | avec H. Shiozawa          |